# Велика Прямухинська печера
Велика Прямухинська печера (рос. Большая Прямухинская) — печера на Алтаї, Алтайський край, Росія. Печера комплексного (горизонтально-вертикального) типу простягання. Загальна протяжність — 360 м. Глибина печери — 40 м, амплітуда висот — 50 м. Категорія складності проходження ходів печери — 2А. Печера відноситься до Західноалтайської області Алтайської провінції Алтай-Саянської спелеологічної країни. Кадастровий номер 5115/8310-1.